# Jeździectwo
Jeździectwo – wszystkie konkurencje sportów konnych wraz z powożeniem.

## Historia jeździectwa
Za sam początek jeździectwa możemy wyznaczyć czasy, w których ludzie udomowili konie, co wydarzyło się około 3,5 tysiąca lat przed naszą erą. Już w starożytnym Rzymie istniał zawód nauczyciela jazdy konnej, nazywany equisones. Tam też rozwijało się powożenie: popularne były wyścigi powozów, organizowane na hipodromach.
W 1134 w Neapolu powstała pierwsza Akademia Jeździecka. Ówczesne metody pracy z końmi należały do bardzo drastycznych i skupiały się na karaniu zwierzęcia. Sporty konne mają jednak swój początek w kawalerii: w czasach pokoju musztra oraz wojenne ćwiczenia były przedmiotem współzawodnictwa. Do XVIII wieku polskie jeździectwo uznawane było za najlepsze na świecie. Po nim jednak, aż do XIX wieku polskie zasługi przypisywane były zaborcom i sport ten mógł zacząć rozwijać się w Polsce dopiero po I wojnie światowej. Kolejna wojna znów wstrzymała rozwój dyscyplin i sport ten zaczął się rozwijać dopiero po 1989.

## Jeździectwo angielskie (klasyczne)

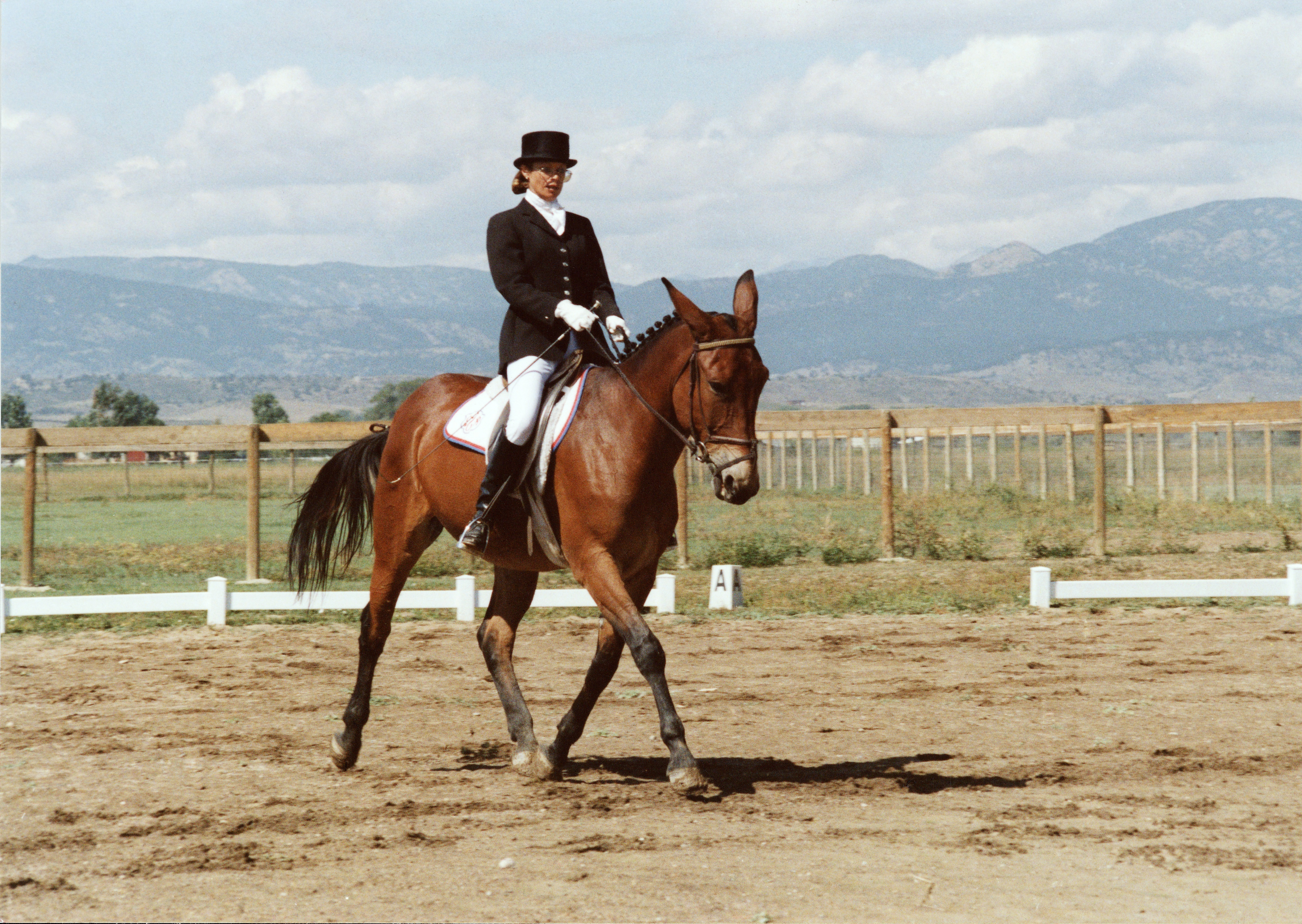
Muł wraz z jeźdźcem podczas zawodów w ujeżdżeniu.

Jeździectwo angielskie (ang. English riding), znane w Polsce także jako jeździectwo klasyczne to styl jazdy konnej wykorzystywany na całym świecie. Siodła wykorzystywane do niego mają niezbyt głębokie, płaskie siedziska. Zwykle są wyściełane od spodu. Zależnie od dyscypliny, do której są wykorzystywane, mogą mieć jednak różną budowę. Są jednak zwykle lżejsze od siodeł westernowych i zawierają mniej elementów.  W stylu klasycznym niezwykle istotny jest dosiad jeźdźca, który za jego pomocą powinien być w stanie zarówno zatrzymać, jak i przyśpieszyć konia.  Na strój jeźdźca angielskiego w trakcie zawodów zwykle składa się kask, bądź toczek, frak, koszula oraz bryczesy. Ubiór dopełniają wysokie buty nazywane oficerkami.
Zwierzęta wykorzystywane w tym stylu są zwykle dość wysokie i mają stosunkowo długie nogi, co pomaga im między innymi w pokonywaniu przeszkód.

### Dyscypliny w stylu angielskim
W skład dyscyplin organizowanych dla tego stylu, uznanych przez Międzynarodową Federację Jeździecką, wchodzą:
| Nazwa dyscypliny                                | Oznaczenie międzynarodowe | Polskie oznakowanie |
| ----------------------------------------------- | ------------------------- | ------------------- |
| ujeżdżenie                                      | D (Dressage)              | A                   |
| skoki przez przeszkody                          | S (Saut d'obstacles)      | B                   |
| wszechstronny konkurs konia wierzchowego (WKKW) | C (Concours complet)      | C                   |

Wszystkie z nich należą do dyscyplin olimpijskich.

## Western riding

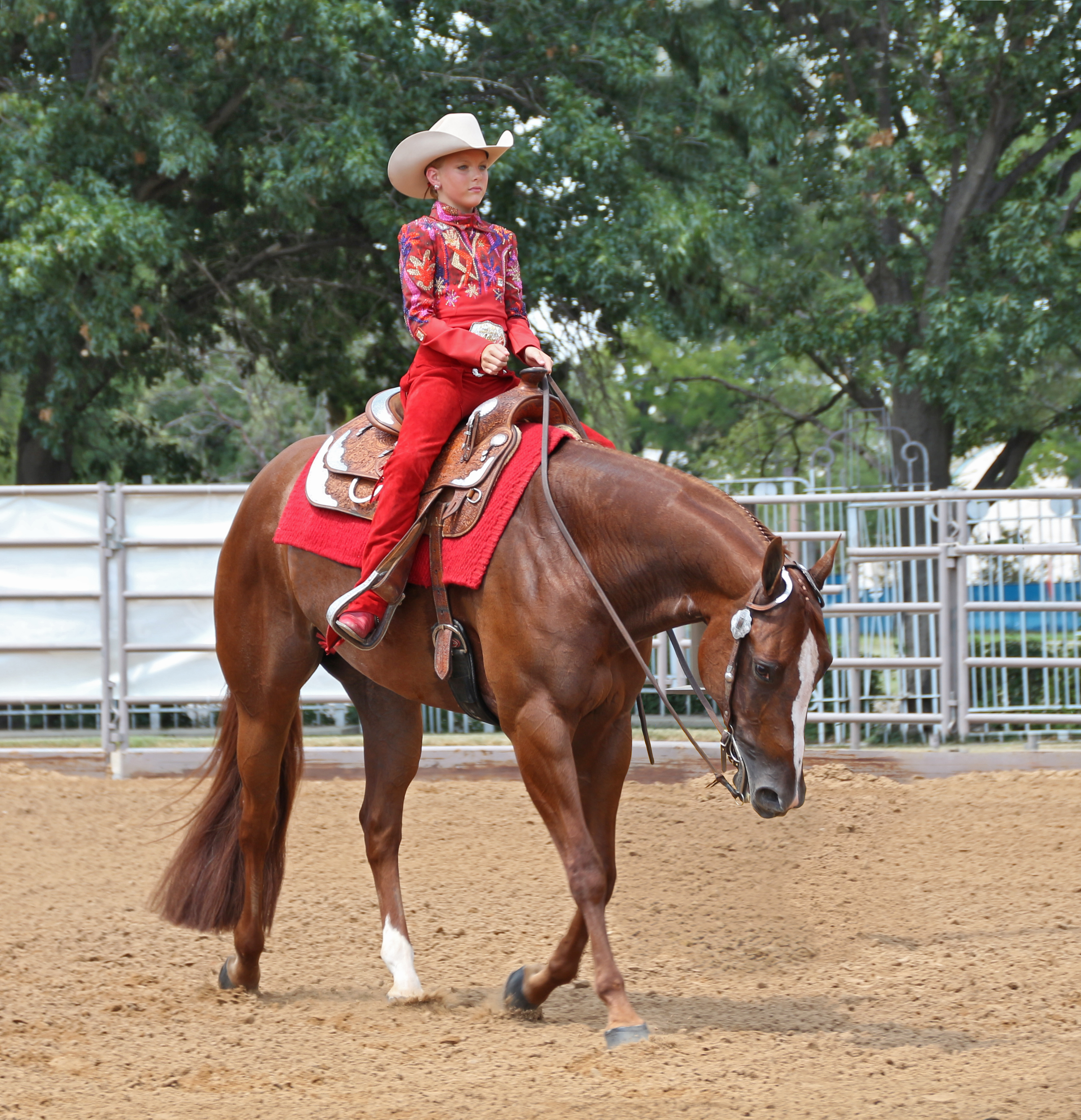
Koń rasy quarter horse wraz z jeźdźcem w trakcie zawodów w stylu westernowym

Styl western, czy też western riding powstał w Ameryce, podczas pracy z końmi na farmach i ranczach. W Polsce pojawił się przede wszystkim za sprawą ośrodków Furioso należącego do Alexa Jarmuły oraz Western City Jerzego Pokoja. Charakteryzują go duże, głębokie siodła, które wymuszają u jeźdźca pełny dosiad. Zapewniają one duży komfort i wygodę dla jeźdźca w trakcie użytkowania konia.
Zwierzęta wykorzystywane do tego stylu są zwykle stosunkowo małe, o zwartej budowie oraz wytrzymałe, zdolne do pracy przez cały dzień. Charakterystyczny jest także strój jeźdźca, w którego skład wchodzi tradycyjny kapelusz, dżinsy oraz koszula.
Jedyna dyscyplina jeździecka w tym stylu, uznana przez FEI to reining.

## Dyscypliny
Do pozostałych sportów konnych, uznanych przez Międzynarodową Federację Jeździecką, zaliczamy:
- skoki przez przeszkodyKuc w trakcie zawodów w powożeniu. powożenie
- woltyżerkę
- rajdy długodystansowe

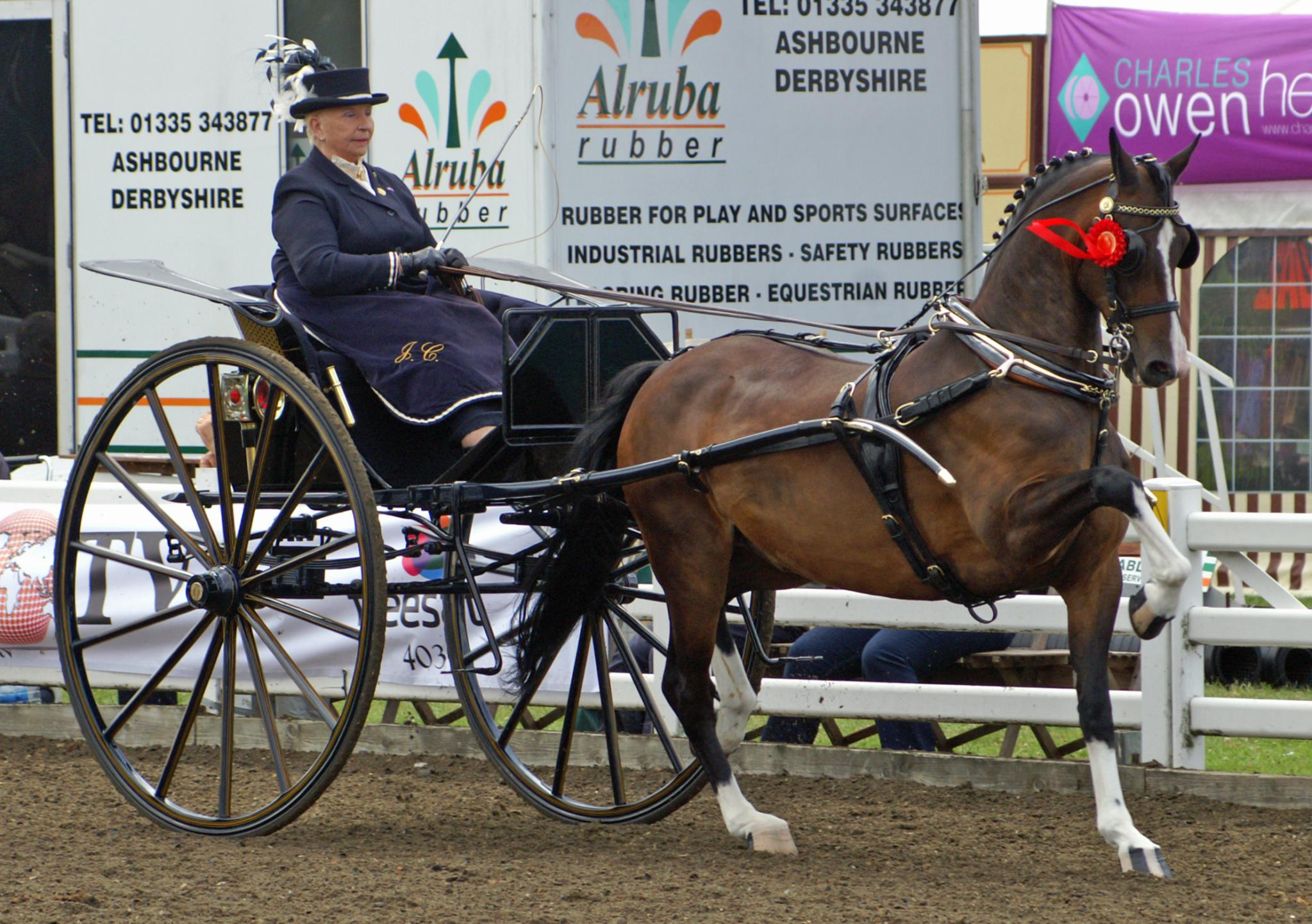
Kuc w trakcie zawodów w powożeniu.

W oznaczeniach międzynarodowych stosuje się następujące symbole:
- H (Hippiques) – zawody konne
- V (Voltige) – woltyżerka
- A (Attelage) – powożenie

Polskie oznakowanie:
- D – powożenie
- E – woltyżerka
- F – sportowe rajdy konne

Ranga zawodów:
- MP – Mistrzostwa Polski
- ZR – regionalne
- ZT – towarzyskie
- I – międzynarodowe
- N – krajowe

Kategorie wiekowe zawodników:
- Senior (od 22 lat)
- Młody jeździec (19-21 lat)
- Junior (16-18 lat)
- Junior Młodszy (12-15 lat)
- Młodzik (9-11 lat)